# Jura-Kapselspanner
Der Jura-Kapselspanner (Perizoma juracolaria) ist ein Schmetterling (Nachtfalter) aus der Familie der Spanner (Geometridae). Das Taxon wurde zwar schon 1919 als eigene Form aufgestellt, aber erst 2005 vom Enzian-Kapselspanner (Perizoma obsoletata) abgetrennt und als bona species erkannt.

## Merkmale
Die Falter haben eine Flügelspannweite von 23 bis 29 Millimeter. Die Grundfarbe der Vorderflügel variiert von hellgrau bis zu weißlich grau. Das Wurzelfeld der Vorderflügel ist braun gefärbt und wird durch eine schwarze Querlinie zum Mittelfeld hin begrenzt. Es folgen eine leicht gewellte, weiße Querlinie, eine dunklere Querlinie, wieder eine hellere Querlinie und zum Mittelfeld hin noch eine dunklere Querlinie. Große Teile des Mittelfeldes sind hell gefärbt, lediglich am Vorderrand des Flügels und am Hinterrand sind undeutlich begrenzte schwärzliche Felder vorhanden. Sie können durch ein geringfügig dunkleres Band ("Mittelschatten") miteinander verbunden sein. Meist ist ein kleiner, sehr scharf begrenzter, schwärzlicher Diskalfleck vorhanden. Die äußere Querlinie und die Subterminallinie sind bräunlich und gezackt. In der Mitte befinden sich zwei größere Zacken. Das Saumfeld ist wiederum etwas dunkler. Subterminale Linie und Wellenlinie schließen am Vorderrand ein größeres dunkles Feld zwischen sich ein. Hier ist die äußere Wellenlinie stark gezackt, die Zacken sind weiß gesäumt. Die braune Saumlinie ist immer wieder sehr kurz unterbrochen. Die Fransenschuppen sind abwechselnd hell bräunlich und dunkler bräunlich gescheckt. 
Die Hinterflügel haben eine weißlichgraue Farbe mit einem etwas dunkleren, bräunlichen Saumfeld. Der Diskalfleck ist klein, rundlich und dunkelbraun gefärbt. Die Saumlinie ist hell bräunlich und immer wieder kurz unterbrochen. Die Fransenschuppen sind abwechselnd bräunlich und hell gescheckt.
Im weiblichen Geschlechtsapparat ist die Bursa copulatrix typisch eiförmig geformt mit einem großen eiförmigen Signum versehen. Die vorderen und hinteren Apophysen nehmen allmählich im Durchmesser zum Apex hin ab. Die Analpapillen haben eine mittlere Größe und sind ein wenig ausgelängt.
Im männlichen Geschlechtsapparat ist der Uncus vergleichsweise kurz. Die vergleichsweise schmalen Valven haben eine mittlere Länge. Außen- und Innenlinien verlaufen fast gerade oder sind nur leicht nach außen gebogen. Der Apex der Valven ist eng und regelmäßig gerundet. Der Uncus ist vergleichsweise kurz und an der Basis breit.

### Raupe
Die erwachsene Raupe ist vergleichsweise kurz und gedrungen. Sie ist blass gelblich bis blass rötlich gefärbt. Die Segmente sind sehr deutlich ausgeprägt. 

### Ähnliche Arten
Die Schwesterart Perizoma obsoletata kann von Perizoma juracolaria nur durch eine genitalmorphologische Untersuchung sicher unterschieden werden. Bei P. juracolaria ist der weibliche Geschlechtsapparat etwas kürzer als bei P. obsoletata. Dafür ist die bursa copulatrix relativ etwas größer. Im männlichen Geschlechtsapparat von P. juracolaria verlaufen Außen- und Innenlinie der Valven annähernd gerade (oder nur leicht gebogen) und parallel zueinander. Sie sind etwas schmaler und der Apex ist regelmäßiger gerundet als bei P. obsoletata. Der Uncus ist bei P. juracolaria kürzer als bei P. obsoletata. Die Falter von P. juracolaria sind meist etwas heller als die Falter von P. obsoletata.
Der Enzian-Kapselspanner (Perizoma obsoletata) kommt meist in Höhen von über 1600 m vor, während der Jura-Kapselspanner (Perizoma juracolaria) eher tiefere Lagen bevorzugt, allerdings auch bis 2300 m ansteigt. Außerdem gibt es Unterschiede in der Präferenz der Raupennahrungspflanzen. Für den Jura-Kapselspanner ist bisher nur der Gelbe Enzian (Gentiana lutea) als Raupennahrungspflanze sicher nachgewiesen, während für den Enzian-Kapselspanner Tüpfel-Enzian (Gentiana punctata), Ostalpen-Enzian (Gentiana pannonica), Purpur-Enzian (Gentiana purpurea) und Schwalbenwurz-Enzian (Gentiana asclepiadea) als Raupennahrungspflanzen nachgewiesen sind.

## Geographische Verbreitung und Lebensraum
Der Jura-Kapselspanner kommt in den Französischen West- und Südalpen, im Jura (Schweiz und Frankreich), im Zentralmassiv, im Morvan, an der Côte-d'Or, auf dem Plateau von Langres, im Südschwarzwald und den höchsten Lagen der Schwäbischen Alb vor. Heiner Ziegler gibt auf seiner Website zusätzliche Fundpunkte in der Schweiz an: Le Lieu, Le Sentier/Le Rocheray im Kanton Waadt in den Walliser Alpen. Er kommt hier zwischen etwa 600 und 2300 m Höhe vor.
Der Jura-Kapselspanner besiedelt Magerrasen auf Hangschuttfluren, die mit Büschen verzahnt sind und auf denen die Raupennahrungspflanze, der Gelbe Enzian (Gentiana lutea) wächst. 

## Lebensweise
Die Falter fliegen in einer Generation von Ende Juni bis Anfang August. Sie sind nachtaktiv und kommen an künstliche Lichtquellen. Die Weibchen legen die Eier an die Fruchtknoten oder die Blütenblätter von voll aufgeblühten Blüten der Raupennahrungspflanzen. In den Monaten August und September sind die Raupen zu finden. Sie bohren sich in die Fruchtkapseln der Raupennahrungspflanze ein und ernähren sich von den Samen. Bisher ist nur den Gelbe Enzian (Gentiana lutea) sicher als Raupennahrungspflanze nachgewiesen. Zwar wird mit dem Schwalbenwurz-Enzian (Gentiana asclepiadea) noch eine zweite Art in der Literatur genannt, dies ist jedoch sehr unsicher, da diese Art nur bei Populationen von Perizoma obsoletata/juracolaria im Allgäu nachgewiesen worden ist. Diese Populationen sind bisher nicht eindeutig zuzuordnen. Möglicherweise wechseln die Raupen auch von ausgefressenen Kapseln in andere noch nicht befallene Kapseln über. Die ausgewachsenen Raupen verlassen die Samenkapseln durch ein durch die Kapselwand hindurch gefressenes Loch und verpuppen sich in einem leichten Gespinst an oder in der Erde, entweder in Moos oder zwischen den Wurzeln der Raupennahrungspflanze. Die Art überwintert als Puppe.

## Taxonomie, Nomenklatur und Systematik
Das Taxon wurde 1919 durch Eugen Wehrli als neue Form Larentia alpicolaria H.S. juracolaria forma nova aufgestellt. Typuslokalität ist der Weissenstein im Solothurner Jura (Schweiz). In der weiteren Geschichte wurde die Form bis 2005 als Synonym von Perizoma obsoletata (damals meist in der Falschschreibung obsoletaria oder dessen jüngeren objektiven Synonym Perizoma alpicolaria) aufgefasst. Da der Name vor 1960 publiziert wurde, ist er nach den Internationalen Regeln für die Zoologische Nomenklatur als Artname verfügbar (Art. 45.6.4), die Zurückweisung des Namens als nicht verfügbar durch Vladimir Mironov ist daher nicht stichhaltig. 2005 wurde Perizoma juracolaria (Wehrli, 1919) durch Roland Bérard, Claude Tautel und Robert Mazel als bona species von Perizoma obsoletata abgetrennt. Sie führen an, dass die zwei Arten im Val d’Escrin bei Arvieux (Dépt. Hautes-Alpes) und unterhalb von Venosc (Dépt. Isère) sympatrisch vorkommen. Dort wurden weder intermediäre Formen noch Hybride gefunden. Es liegen bisher aber noch keine molekulargenetische Untersuchungen vor.
2009 hat Leraut die beiden Arten als Perizoma obsoletata und Perizoma alpicolaria (= P. juracolaria) geführt und letzterer die ssp. reisseri angegliedert. 1932 beschrieb Karl Schawerda die Art Coenotephria reisseri, die auf Korsika vorkommt. Vladimir Mironov stellte sie in die Synonymie von Perizoma obsoletata. Nach Bérard et al. (2005) ist der Status bisher unklar. Es könnte sich um eine eigenständige nahe verwandte Art, eine Unterart von Perizoma obsoletata oder um eine Unterart von Perizoma juracolaria handeln. Die Fauna Europaea lehnt eine Untergliederung in Unterarten ab und führt reisseri als Synonym von Perizoma obsoletata.

## Gefährdung
In Baden-Württemberg wurde der Enzian-Kapselspanner (Perizoma obsoletata) noch vor der Trennung von P. obsoletata und P. juracolaria als gefährdet eingestuft. Auch nach der Neubestimmung als Perizoma juracolaria dürfte sich daran nichts ändern.

## Belege

### Online
- Perizoma juracolaria (Wehrli, 1919) - www.euroleps.ch - Website von Heiner Ziegler (mit Abbildung des Holotypus, der Reproduktion der Originalbeschreibung und Verbreitung)
- Lepiforum e.V. Taxonomie und Fotos.